# 12907 Giannanilvo
12907 Giannanilvo este o planetă minoră (asteroid), cu un diametru de 9,71 km, din centura de asteroizi. A fost descoperită pe 14 septembrie 1998 la Magdalena Ridge Observatory⁠(d) de Lincoln Near-Earth Asteroid Research. 
Obiectul prezintă o orbită caracterizată de o semiaxă mare de 2,6476985 UAi, o excentricitate de 0,16, o înclinație de 3,49319 ° în raport cu ecliptica.